# Roanoak
Roanoke (Roanoac, Roanoak) /roanok, northern peole, / pleme Algonquian Indijanaca naseljeno u rano kolonijalno doba na otoku Roanoke i susjednom kopnu današnje Sjeverne Karoline. Prvi Europljani s kojima dolaze u kontakt vjerojatno su bili nesretni brodolomci koji su 1586. osnovali tzv.  'Izgubljenu koloniju'  ( 'Lost Colony' ) na otoku Roanoke. Poglavica Manteo pomaže brodolomcima i uspostavlja s njima prijateljske odnose, te je prvi Indijanac koji je proglašen plemićem i preobraćen u protestanta, postavši "Lord of Roanoke and of Dasamonquepeuk."
Do nevolja će doći još iste godine (1586) paljenjem sela Aquascogoc i napadom na selo Roanoac (1 lipnja) koji su izveli ljudi Ralph Lanea, i ubojstvom poglavice Wingina. 

## Vanjske poveznice
- The Lost Colony  Arhivirana inačica izvorne stranice od 28. veljače 2014. (Wayback Machine)
- North Carolina Algonquians